# Emma Maleras i Gobern
Emma Maleras i Gobern (Ripollet, 27 de maig de 1919 - Barcelona, 13 de juny de 2017) fou una ballarina i coreògrafa catalana de dansa espanyola, especialment coneguda per la seva feina com a concertista i professora de castanyoles. Va crear un mètode d'estudi de les castanyoles que porta el seu nom i que es fa servir al món sencer.
Va estudiar la carrera de piano al Conservatori de Música del Liceu. D'altra banda, va començar els estudis de dansa clàssica i de dansa espanyola a l'edat de deu anys, a l'escola del Gran Teatre del Liceu, primer amb Pauleta Pàmies i després amb Joan Magrinyà. Posteriorment, va ampliar els seus estudis de dansa clàssica espanyola i flamenc a Madrid, amb el mestre El Estampío, la Quica i els germans Luisa Pericet, Concha Pericet i Ángel Pericet de l'escola bolera Pericet.
Va treballar de professora de música a partir de l'any 1927. Durant els anys seixanta va crear el bigrama, una transcripció del pentagrama, i va crear i desenvolupar el seu propi mètode d'aprenentatge per a tocar les castanyoles. Va realitzar gires per diferents països d'Europa i va enregistrar discs amb acompanyament de castanyoles i zapateado. El 1973 va entrar a l'Institut del Teatre com a professora de dansa espanyola i de castanyoles, on va treballar fins a l'edat de jubilació. Paral·lelament, el 1966, va ser nomenada també professora de castanyoles, com a instrument musical, al Conservatori del Liceu. Alguns dels seus alumnes més destacats són na Consol Grau i en José de Udaeta.

## Llegat
La importància d'Emma Maleras en la història de la dansa espanyola descansa especialment en el fet d'haver creat un mètode d'estudi per a l'aprenentatge de les castanyoles comparable al d'altres instruments musicals. El va impartir a l'Institut del Teatre de Barcelona fins que es va jubilar, i ha estat adoptat i acceptat en escoles del món sencer. El seu llibre Método de estudio y anotación de la castañuela és un referent internacional.
Va crear el bigrama, una transcripció al pentagrama amb una línia per a cada mà. Ha creat el cor de castanyoles Tocs, que fa concerts de música clàssica, popular i jazz sense necessitat d'altres instruments. Han actuat, entre altres llocs, al Palau de la Música Catalana. Ha estat la primera persona a introduir les castanyoles com a instrument en una orquestra simfònica.
El sistema pedagògic de l'Emma Maleras consisteix en una introducció a la música a partir del ritme sense haver de dependre de l'afinació. Es tracta d'un mètode propi que va començar a desenvolupar als anys seixanta, adaptant la tècnica del piano a les castanyoles, i que ha anat perfeccionant al llarg de trenta anys amb el que ha anat aprenent amb la seva experiència en formació d'aquesta disciplina. El mètode Maleras actualment comença en un nivell de desconeixença completa de l'instrument i aconsegueix assolir un nivell professional. Consta de sis cursos i onze llibres, i inclou els coneixements musicals necessaris, especialment pel que fa al ritme, per a una persona que prèviament no està formada en música. També existeix una versió del mètode per a nens.
El Centre de Documentació i Museu de les Arts Escèniques disposa d'una gran part del fons de la ballarina i coreògrafa. Aquest fons abarca un ampli període cronològic del 1921 al 2000 i aplega principalment retalls de premsa que mencionen les actuacions d'Emma Maleras, i fotografies seves d'escena i participant en actes públics. En menor mesura hi ha correspondència, programes de mà i documentació.

## Premis i honors
- 1998: Premi d'Honor de l'Institut del Teatre[7]
- 1996: Premi d'Honor FAD Sebastià Gasch[8]
- 1992: Medalla al Mèrit Artístic, del Ministeri de Cultura espanyol[7]
- 1991: Medalla de les Belles Arts, del Ministeri de Cultura espanyol[7]
- Carmen Amaya International Master[9]
- Té una plaça dedicada al seu poble, Ripollet